# Girlfriend experience
Una girlfriend experience (abbreviato con l'acronimo GFE; letteralmente in italiano esperienza della fidanzata) oppure boyfriend experience (BFE), a seconda del sesso di chi lo pratica, è un servizio offerto dall'industria del sesso consistente in manifestazioni d'intimità emotiva - come conversazione e compagnia -, o fisica - come baci e abbracci, talvolta accompagnati da linguaggio erotico esplicito o dirty talking.

## Descrizione
È la richiesta, ad esempio, dei clienti di agenzie di escort per una donna che non si limiti ad un semplice rapporto sessuale, ma offra prestazioni normalmente concesse da una fidanzata, come baci, sesso orale non protetto, preliminari sessuali e sesso non precipitoso. La girlfriend experience può iniziare con una cena a un ristorante, a cui seguono effusioni scambiate sulla poltrona (spesso nell'appartamento della prostituta), per finire con varie prestazioni sessuali.
Esistono siti internet dove le prestazioni di questo tipo e l'aspetto fisico di chi le pratica sono recensiti, descritti e votati con il lessico gergale tipico dei frequentatori di questo genere di prostitute, che, nel Regno Unito, possono costare tra le 200 £ e le 1200 £.
Sull'argomento e sulla tematica della girlfriend esperience, ne è stata realizzata un'omonima serie televisiva.